# Sungai Segama
Der Segama (malaiisch Sungai Segama, englisch Segama River) ist ein Fluss im malaysischen Bundesstaat Sabah auf Borneo. Er entspringt in der Bergregion nahe dem Schutzgebiet Danum-Tal im Osten von Sabah und verläuft auf 350 Kilometer Länge vom Hochland bis zur Mündung in die Sulusee. Der Segama mit seinen Quell- und Nebenflüssen entwässert ein Gebiet von 2450 km².

## Geologie
Das Gebiet des Segama wird von niedrigen, sanft gewellten Hügeln geprägt, die am Oberlauf an eine bergige Region anschließen. Das südliche Einzugsgebiet besteht aus basischem und intermediärem Gestein, während das nördliche Einzugsgebiet und der Oberlauf aus Sand- und Tonstein bestehen.